# Stalagmosoma albella
Stalagmosoma albella är en skalbaggsart som beskrevs av Peter Simon Pallas 1771. Stalagmosoma albella ingår i släktet Stalagmosoma och familjen Cetoniidae. Inga underarter finns listade i Catalogue of Life.